# DASADA
《DASADA》是日本女子偶像组合日向坂46在更名后首部集体演出的電視劇，從2020年1月15日起每週三25:00至25:30間在日本電視台播出。視頻網站Hulu於首播當天一連播出第一、二集，其後每集均在電視台播出前一週上架。每集均在電視台播出前一週上架另有Hulu獨家播出的衍生節目《Dasada〜另一個教室（DASADA〜もうひとつの教室〜）》，邀請成員輪流出演進行各種企劃及分享拍攝期間的趣事。

## 劇情概要
自認為臉很可愛，衣著品味卻很土氣的私立七葉女學院二年級學生佐田尤里亞（小坂菜緒飾），知道父母的洋服店必須在半年內償還1,000萬日元，否則店舖就會被債主收回的事，煩惱著有沒有辦法在短時間內賺大錢用以還債，從而保住洋服店。此時佐田看到同學篠原沙織（渡邊美穗飾）的時裝設計作品，便向篠原提出一同成立時尚品牌，並取名「DASADA」。本劇是講述佐田和篠原，以及一群朝著相同目標，齊心協力面對各種困難的伙伴們以校園為舞台的奮鬥故事。

## 登場人物

### 私立七葉女學院（マロニエ女学院）
佐田尤里亞（佐田ゆりあ）
小坂菜緒飾
二年A班學生，常認為自己的樣子很可愛。父母開設佐田洋服店（佐田洋裁店）。
篠原沙織
渡边美穗飾
二年A班學生，在班上猶如空氣般存在。FACTORY的粉絲。
小笠原真琴
齊藤京子飾
三年級學生。排球部部長，在尤里亞加入排球部三天便閃電退團後開始四處搜查她的下落。後來加入DASADA擔任裁縫。
高頭世玲奈（高頭せれな）
加藤史帆飾
三年級學生，同時是一名讀者模特兒，真琴的青梅竹馬。擁有白鳥學園（白鳥学園）男生送贈的學校領帶，是為女高中生的最高身份象徵。後來成為DASADA產品的模特兒。
岡田莓（岡田いちご）
佐佐木美玲飾
二年A班學生，山藥泥的妹妹。以升上大學為目標，在課室內只專注學習而從不與其他人交談。後來加入DASADA，負責營銷工作。
立花百合子（立花ゆりこ）
佐佐木久美飾
二年A班學生，尤里亞好友之一。喜歡化妝，計劃高中畢業後入讀化妝學校。後來加入DASADA，負責為模特兒世玲奈及尤里亞化妝。
畑屋菜菜緒（畑屋菜々緒）
富田鈴花飾
二年A班學生，是尤里亞和百合子的好友。家人開設理髮店「髮型屋畑屋（カットサロン畑屋）」。後來加入DASADA，負責髮型設計。
荻原美希（荻原みき）
潮紗理菜飾
三年級學生，是世玲奈和胡桃的好友。跟兩位好友一樣擁有男友送贈的白鳥學園領帶。
春澤胡桃（春澤くるみ）
丹生明里飾
三年級學生，是世玲奈和美希的好友。跟兩位好友一樣擁有男友送贈的白鳥學園領帶。
古岡五月
金村美玖飾
一年級學生，是堇最好的朋友。
五反田堇（五反田すみれ）
上村日菜乃飾
一年級學生，是五月最好的朋友，亦是尤里亞的「顏推(意即很喜歡尤里亞的臉)」。
直島正子
宮田愛萌飾
二年B班學生，排球部成員。憧憬真琴前輩。
中池老師
坪倉由幸飾
二年A班班主任兼數學老師。

### 藝人

#### FACTORY
羽杯
東村芽依飾
FACTORY成員之一。團裡最年少，擅長跳舞。
小直
松田好花飾
FACTORY的隊長。小學時與朋友合組樂隊，13歲時被發掘成為地下偶像。以五年時間將FACTORY打造成世界頂級偶像團體。
德莉
河田陽菜飾
FACTORY的成員之一。團裡最年長，擅長寫歌詞。曾因緊張時講話會不自覺帶有家鄉的口音而被訓斥，所以很少說話。

#### 其他藝人
希星
高本彩花飾
時尚雜誌《canteen（キャンティーン）》專屬模特兒。
岡田山藥泥（岡田とろろ）
井口眞緒飾
寫真偶像，亦是莓的姐姐，為了生活也在中餐館打工。現在主要在東京生活。

### 其他角色
希良梨（キラリ）
高瀬愛奈飾
FACTORY的粉絲。認識沙織。
尤里亞的爸爸
長谷川朝晴飾
佐田洋服店的店主。
尤里亞的媽媽
池端玲名飾
丑岡
野間口徹飾
向佐田家討債的人，沙織的父親。
寅田
森谷勇太飾
丑岡的手下。
沙織的母親
神田宇乃飾
龐迪
埃茲瑪塔·健太·查爾斯（Charles Ezemata,）飾
負責送中華料理屋「七龍」的食盒。山藥泥的粉絲，和尤里亞的家人關係親密。

## 集數列表
| 集數 | 播放日期      | 内容      | Dasada〜另一個教室出演成員 （主持:佐佐木久美、佐佐木美玲） |
| ---- | ------------- | --------- | ---------------------------------------------------------- |
| 1    | 2020年1月16日 | 相遇 （出会い） | 小坂菜緒、富田鈴花、渡邉美穂                               |
| 2    | 2020年1月23日 | 開始 （始まり） | 潮紗理菜、金村美玖、上村日菜乃                             |
| 3    | 2020年1月30日 | 虛偽 （偽り） | 加藤史帆、高本彩花、丹生明里、井口眞緒                     |
| 4    | 2020年2月6日  | 溫柔 （優しさ） | 齊藤京子、高瀬愛奈、宮田愛萌                               |
| 5    | 2020年2月13日 | 背叛 （裏切り） | 東村芽依、松田好花、河田陽菜                               |
| 6    | 2020年2月20日 | 裂缝 （亀裂） | 小坂菜緒、金村美玖、潮紗理菜、井口眞緒                     |
| 7    | 2020年2月27日 | 朋友 （友だち） | 齊藤京子、高本彩花、河田陽菜、渡邉美穂                     |
| 8    | 2020年3月5日  | 意圖 （思惑） | 加藤史帆、富田鈴花、宮田愛萌、上村日菜乃                   |
| 9    | 2020年3月12日 | 離別 （別れ） | 高瀬愛奈、東村芽依、丹生明里、松田好花                     |
| 10   | 2020年3月19日 | 必然 （必然） | 加藤史帆、齊藤京子、小坂菜緒、富田鈴花、渡邉美穂           |

## 播映日期
電視播映
| 播映日期                      | 播映時間                     | 播映電視台 | 播映地區   | 備註             |
| ----------------------------- | ---------------------------- | ---------- | ---------- | ---------------- |
| 2020年1月16日 - 2020年3月19日 | 週四 0:59 - 1:29（週三深夜） | 日本電視台 | 關東廣域圈 | 日本電視網協議會 |
| 2020年4月27日 - 2020年6月30日 | 週二 1:00 - 1:30（週一深夜） | 宮崎放送   | 宮崎縣     | TBS系列          |
| 2020年5月5日 - 2020年7月8日   | 週三 1:29 - 1:59（週二深夜） | 福岡放送   | 福岡縣     | 日本電視網協議會 |
|                               | 週三 1:24 - 1:54（週二深夜） | 中京電視台 | 中京廣域圈 | 日本電視網協議會 |
| 2020年5月8日 - 2020年6月5日   | 週五 1:29 - 2:24（週四深夜） | 新潟電視台 | 新潟縣     | 日本電視網協議會 |

網路播映
| 播映日期                      | 播映時間       | 影音平台 | 備註                                      |
| ----------------------------- | -------------- | -------- | ----------------------------------------- |
| 2020年1月16日 - 2020年3月12日 | 电视播出结束后 | Hulu     | 首周發布2集，其後每集比電視台提早一週播出 |

## 外部連結
- DASADA 公式サイト （页面存档备份，存于） - 日本テレビ
- DASADA的X（前Twitter）
- DASADA的Instagram帳戶